# José Vargas (basket-ball, 1982)
Pour les articles homonymes, voir Vargas.
Ne doit pas être confondu avec José Vargas (basket-ball, 1963).
José Vargas, né le 23 janvier 1982, à Caracas, au Venezuela, est un joueur de basket-ball vénézuélien. Il évolue aux postes d'arrière et d'ailier.

## Palmarès
- Champion des Amériques 2015
- Finaliste du championnat d'Amérique du Sud 2012
- Champion d'Amérique du Sud 2014, 2016